# مسجد سيدي غانم
مسجد سيدي غانم هو مسجد يقع في مدينة ميلة بالجزائر، وينسب خطأ إلى أبو المهاجر دينار. ويرجَّح أن عملية البناء تعود إلى القرن الثالث الهجري / التاسع الميلادي.

## تاريخ
أقدم نص يشير إلى مسجد ميلة يعود إلى القرن الخامس الهجري / الثاني عشر الميلادي، دون أن يُنسب المسجد إلى أي جهة. وقد ذكره البكري في كتابه المسالك والممالك. في مرحلة لاحقة، تم ربط المسجد بالولي سيدي غانم، لكن لا يُعرف كيف انتقلت التسمية من المسجد الجامع إلى نسبته إلى هذا الولي.
ولا توجد أي أدلة تاريخية تربط هذا المسجد بأبي المهاجر دينار، بل إن معظم المعطيات تشير إلى العكس.
ويرجَّح أن عملية البناء تعود إلى القرن الثالث الهجري / التاسع الميلادي، وقد شُيّد على طراز المساجد المتأثرة بالعمارة البيزنطية.

### الاستعمار الفرنسي
تحول مسجد (سيدي غانم) والأسوار المحاذية له إلى ثكنة عسكرية يحيط بها سور المدينة والذي يعود تاريخ بنائه للعهد البيزنطي بطول 1200 متر ويتواجد به 14 برجا للمراقبة. وبقيت الثكنة العسكرية والأسوار الأربعة المحيطة بها حتى الآن شاهدة على فترة الاستعمار الفرنسي وبقي المسجد مغطى من الخارج بالقرميد حيث حاول الجيش الفرنسي هدمه الا ان آثاره بقيت لتدل على معلم تاريخي مهم يشكل حلقة مهمة من مسلسل التاريخ الجزائري عامة وفي ولاية (ميلة) على وجه الخصوص.

### إعادة الاكتشاف
أثناء الحفريات التي اقيمت عام 1968م تم اكتشاف كنيسة رومانية مسيحية تحت أنقاض الأقواس الإسلامية للمسجد.